# Фудбалски савез Сан Марина
Фудбалски савез Сан Марина (итал. Federazione Sammarinese Giuoco Calcio) је главна фудбалска организација у Сан Марину.
Фудбалски савез основан је 1931. године. Има регистрованих 17 клубова. Члан је светске фудбалске федерације ФИФА и Европске фудбалске уније УЕФА од 1988. године. Национални шампионат се организује од 1985. године. Први шампион био је клуб Фаетано. Најуспешнији клубови су: Либертас, Борђо Мађиоре, Домањано и Три Фиоре.
Прве утакмице за Куп Сан Марина одигране су још 1937. године. У континуитету се ово такмичење одржава од 1964. године. Најуспешнији клуб је био Либертас. 
Прву међународну утакмицу репрезентација је одиграла 1990. године, Швајцарска-Сан Марино 4-0. 
Редовни су учесници свих међународних такмичења, али без запаженијих резултата како на клупском, тако и на репрезентативном нивоу.